# Az ifjú Olsen banda és a mestertolvaj kincse
Az ifjú Olsen banda és a mestertolvaj (eredeti címén Olsenbanden jr. Mestertyvens skatt) egész estés norvég film, amelyet Arne Lindtner Nass írt és rendezett. A zenéjét Bent Fabricius-Bjerre szerezte, a producere Roy Anderson. 
Norvégiában 2010. január 29-én mutatták be. Magyarországon az M2-n vetítették le.

## Szereposztás
| Szereplő            | Színész            |
| ------------------- | ------------------ |
| Barnehjemsbestyrer  | Jan Gronli         |
| Gamlehjemsbestyrer  | Thorbjorn Harr     |
| Underinspektor Holm | Johannes Joner     |
| Frk. Pirkeldal      | Hilde Lyran        |
| Eugene Olsen        | Ivar Norve         |
| Kjell Jensen        | Jonas Hoff Oftebro |